# Lignac
Lignac is een gemeente in het Franse departement Indre (regio Centre-Val de Loire) en telt 572 inwoners (1999). De plaats maakt deel uit van het arrondissement Le Blanc.

## Geografie
De oppervlakte van Lignac bedraagt 68,2 km², de bevolkingsdichtheid is 8,4 inwoners per km².
De onderstaande kaart toont de ligging van Lignac met de belangrijkste infrastructuur en aangrenzende gemeenten.

## Demografie
Onderstaande figuur toont het verloop van het inwonertal (bron: INSEE-tellingen).

## Château Guillaume
Het Château Guillaume werd in de middeleeuwen gebouwd op een strategische plaats bij de grens tussen Berry, Poitou en Limousin. Tussen 1879 en 1883 werd het kasteel gerestaureerd naar plannen van architect Charles Casaux.

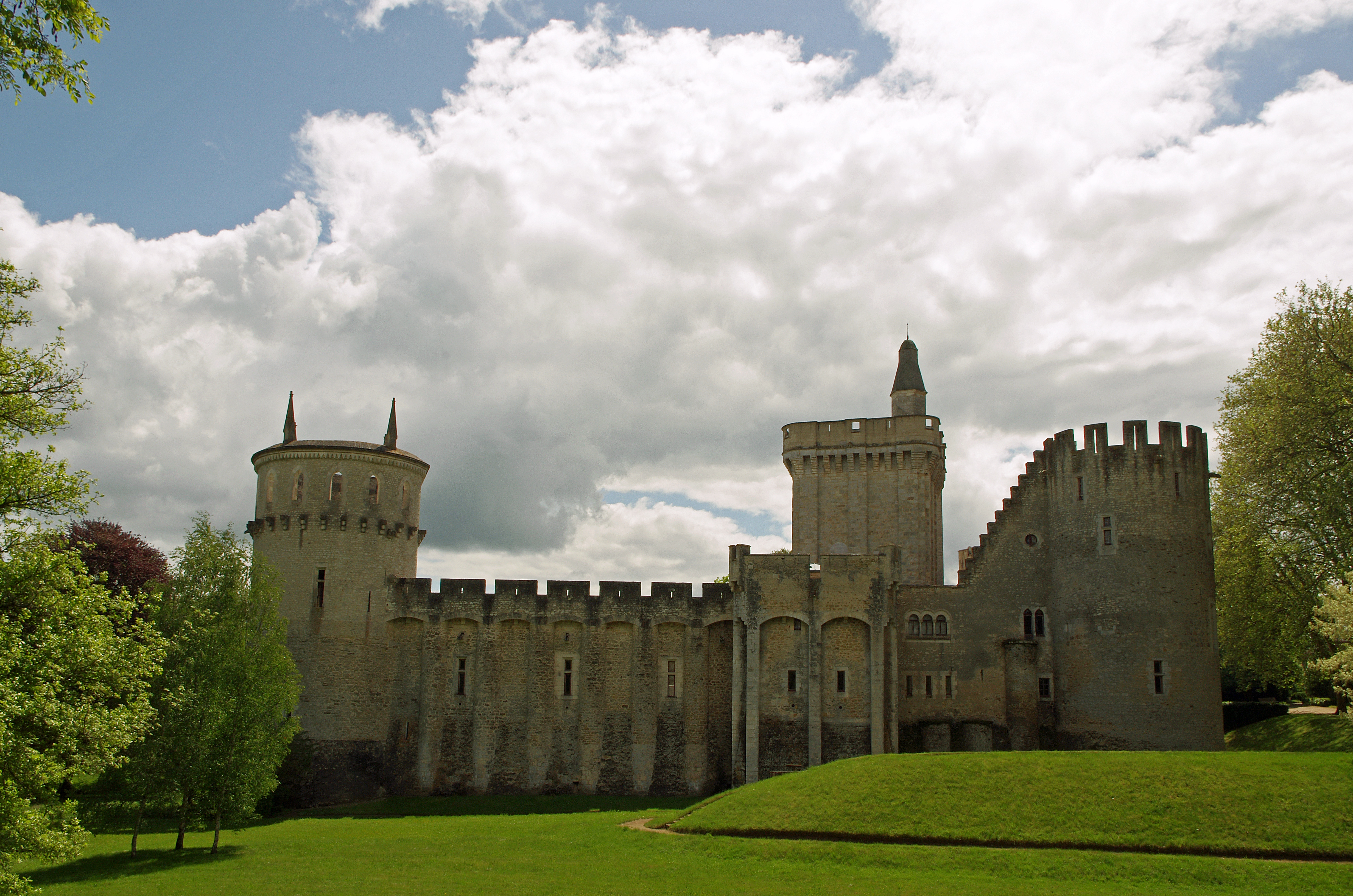
Château Guillaume